# Sizzla
Sizzla o Sizzla Kalonji, pseudonimo di Miguel Orlando Collins (Saint Mary, 17 aprile 1976), è un cantante giamaicano.
Cantante reggae, segue la corrente di pensiero di Bobo Shanti, aderisce al rastafarianesimo ed è uno dei principali esponenti dell'hardcore ragga.

## Polemiche
Nel 2004 Scotland Yard iniziò a indagare su Sizzla per incitamento alla violenza e all'omicidio in alcuni dei suoi testi; per questo motivo, gli fu successivamente negato l'accesso in Gran Bretagna. Nello stesso anno, le proteste delle associazioni LGBT contro i contenuti omofobi dei suoi brani contribuirono a convincere gli organizzatori degli MTV Video Music Awards a revocargli l'invito. Dopo i concerti del 2007 a Toronto e Montréal, anche quelli in programma nel 2009 a Bologna e a Bari vennero cancellati a causa dell'opposizione dei cittadini e del movimento LGBT.
Nel 2009 Buju Banton, Beenie Man, Sizzla e Capleton, quattro tra gli artisti dancehall e raggamuffin più famosi in Giamaica e nel mondo, firmarono un documento, il "Reggae Compassionate Act", per suggellare il comune impegno a non divulgare più messaggi omofobi, né nelle nuove pubblicazioni, né nelle canzoni precedenti che contenevano riferimenti contro gli omosessuali. Il governo giamaicano ha, inoltre, imposto un divieto di trasmissione per i brani di musica dancehall considerati offensivi e violenti.

## Discografia
- 1995 - Burning Up
- 1997 - Praise Ye Jah
- 1997 - Black Woman & Child
- 1998 - Good Ways
- 1998 - Kalonji
- 1998 - Reggae Max
- 1998 - Freedom Cry
- 1999 - Royal Son Of Ethiopia
- 1999 - Be I Strong
- 1999 - Hotter Than Fire
- 2000 - Words Of Truth
- 2000 - Liberate Yourself
- 2000 - Bobo Ashanti
- 2000 - Liberate Yourself
- 2001 - Rastafari Teach I Everything
- 2001 - Taking Over
- 2001 - Black History
- 2002 - Ghetto Revolution
- 2002 - The Story Unfolds-The Best Of Sizzla
- 2002 - Blaze Fire Blaze
- 2002 - Up In The Fire
- 2002 - Blaze Up The Chalwa
- 2002 - Da Real Thing
- 2002 - Hosanna
- 2003 - African Children
- 2003 - Light Of My World
- 2003 - Voice Of Jamaica
- 2003 - Red Alert
- 2003 - Rise To The Occasion
- 2004 - Brighter Day
- 2004 - Judgement Yard
- 2004 - Life
- 2004 - Kings Of Dancehall Vol. 1
- 2004 - Speak of Jah
- 2004 - Jah Knows Best
- 2004 - Stay Focus
- 2005 - Soul Deep
- 2005 - Burning Fire
- 2006 - Jah Protect
- 2006 - Waterhouse Redemption
- 2006 - Ain't Gonna See Us Fall
- 2006 - The Over Standing
- 2007 - Children Of Jah
- 2007 - I-Space
- 2007 - Jah Bless Me With Life
- 2008 - Addicted
- 2008 - Rastafari
- 2008 - The Journey-The Very Best Of Sizzla Kalonji
- 2009 - Stand Tall
- 2009 - Ghetto Youth-Ology
- 2010 - Crucial Time
- 2011 - The Scriptures
- 2012 - In Gambia
- 2013 - The Messiah
- 2015 - I'm Living